# 킴 페트라스
킴 페트라스(Kim Petras, 1992년 8월 27일 ~ )는 독일의 가수이며, 트랜스여성이다. 출생 당시 이름은 팀 페트라스(Tim Petras)였다. 2022년, 샘 스미스와의 합작 싱글 "Unholy"가 대성공하면서 전 세계적으로 이름을 알렸다. "Unholy"는 빌보드 핫 100 1위도 기록하면서, 킴은 빌보드 사상 해당 차트 1위에 오른 최초의 트랜스젠더 솔로 음악가가 되었다.
부모에 따르면 페트라스는 두 살 때부터 스스로 여자라고 다른 사람들에게 말했다. 부모는 아이의 정체성을 존중했지만 바깥에 나갈 때는 중성적인 옷을 입혀주었다. 페트라스의 부모는 프랑크푸르트 대학교의 전문가를 찾아가 성전환증 진단을 받은 뒤 열두살때부터 호르몬 치료를 받게해주었다. 결국 16살때 성전환 수술을 받았다.

## 음반 목록

### 정규 음반
- Clarity (2019)
- Turn Off the Light (2019)
- Feed the Beast (2023)

### EP
- One Piece of Tape (2011)
- Turn Off the Light, Vol. 1 (2018)
- Turn Off the Light, Vol. 2 (2019)
- Slut Pop (2022)